# Torpeda 65-76 Kit
Torpeda 65-76 Kit – opracowana w 1976 roku radziecka przeciwokrętowa torpeda ciężka kalibru 650 milimetrów z głowicą konwencjonalną o masie 450 kilogramów. Torpeda 65-76 jest przenoszona przez okręty podwodne. Pocisk nie jest wyposażony w układ naprowadzania i kontrolowany jest żyroskopowo. Oznaczony jako 65-73 pierwowzór 65-76 Kit, przenosi głowicę termojądrową.